# Hạ Thành
Hạ Thành (tiếng Trung: 下城區, Hán Việt: Hạ Thành khu) là một quận của thành phố Hàng Châu, tỉnh Chiết Giang, Cộng hòa Nhân dân Trung Hoa. Quận này có diện tích 31 km2, dân số 330.000 người, mã số bưu chính 310006. Quận lỵ đóng ở số 200 đường Khánh Xuân, nhai đạo Thanh Ba. Quận Hạ Thành được chia thành các đơn vị hành chính gồm 8 nhai đạo. 